# Nanofibră

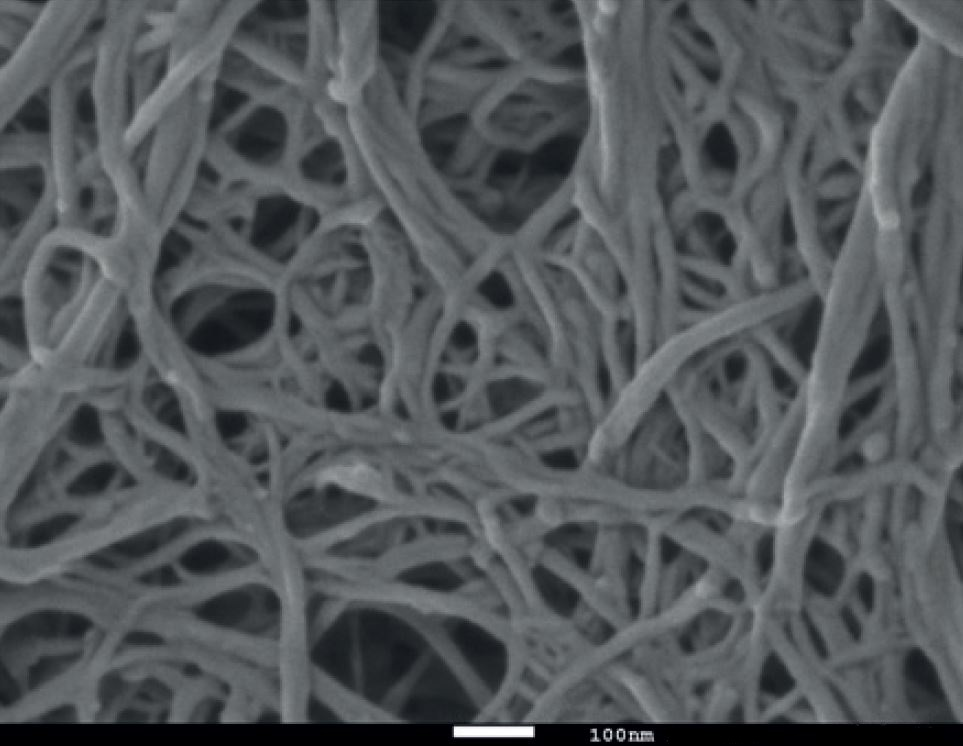
Exemplu de rețea de nanofibră de celuloză.

Nanofibrele se definesc ca fibre având diametrul sub 1000 nm nanometri. Ele pot fi produse prin polimerizare și electrofilare. Nanofibrele de carbon sunt fibre grafitizate produse prin sinteză catalitică. Exemple de polimeri naturali includ colagen, celuloză,fibroină de mătase, keratină, gelatină și polizaharide, cum ar fi chitosan și alginat. Lanțurile polimerice sunt conectate prin legături covalente. Diametrul nanofibrelor depinde de tipul de polimer utilizat și de metoda de producție. Toate nanofibrele polimerice sunt unice pentru raportul lor mare suprafață-volum, porozitate ridicată, rezistență mecanică apreciabilă și flexibilitate în funcționalizare în comparație cu omologii lor din microfibră.